# Motorvägsrivning

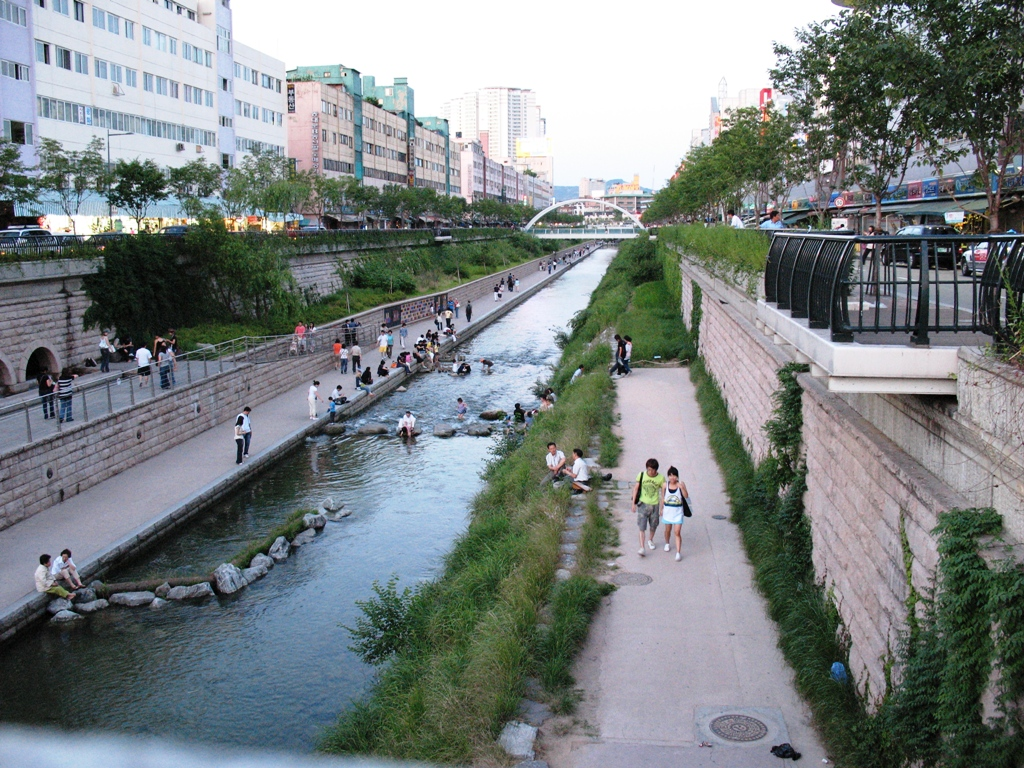
Ovanpå vattendraget Cheonggyecheon i Seoul i Sydkorea gick tidigare en upphöjd motorväg, färdigställd 1976. Det nuvarande parkstråket invigdes 2005.

Motorvägsrivning (am. engelska: freeway removal) är en policy inom stadsplanering som går ut på att riva motorvägar och skapa stadsmiljöer med blandade användningsområden; parker, bostäder, kommersiell- och annan verksamhet. Sådan rivning av motorvägar är ofta ett led i en policy för genomtänkt stadstillväxt, kollektivtrafikinriktad utveckling och fotgängar-/cyklistvänliga städer. I vissa fall görs motorvägar om till mindre mindre påträngande och utrymmeskrävande boulevarder. 
Rivning av en stadsmotorväg kan antingen ske efter det att den ersatts med en annan ur miljösynpunkt lämpligare placerad huvudväg, eller den rivs utan att det ansetts nödvändigt att ersätta den med en annan huvudväg.[källa behövs]